# Bonneuil (Indre)
Bonneuil is een gemeente in het Franse departement Indre (regio Centre-Val de Loire) en telt 94 inwoners (2009). De plaats maakt deel uit van het arrondissement Le Blanc.

## Geografie
De oppervlakte van Bonneuil bedraagt 11,2 km², de bevolkingsdichtheid is dus 8,4 inwoners per km².
De onderstaande kaart toont de ligging van Bonneuil (Indre) met de belangrijkste infrastructuur en aangrenzende gemeenten.

## Demografie
Onderstaande figuur toont het verloop van het inwonertal (bron: INSEE-tellingen).